# Hylaeus sublucens
Hylaeus sublucens är en biart som beskrevs av Cockerell 1936. Hylaeus sublucens ingår i släktet citronbin, och familjen korttungebin. Inga underarter finns listade i Catalogue of Life.